# Patrioti (Ameriška vojna za neodvisnost)
Patrioti ali domoljubi (tudi revolucionarji, kontinentalci, uporniki ali vigovci) so bili britanski prebivalci Trinajstih kolonij v Severni Ameriki, ki so se med ameriško vojno za neodvisnost uprli britanski vladavini in ustvarili neodvisno in suvereno državo Združene države Amerike. Upor je temeljil na ideologiji republikanizma, ki so jo posebej poudarjali Thomas Jefferson, Alexander Hamilton in Thomas Paine.
Domoljubi so kot skupina vključevali moške in ženske iz vseh družbenih skupin. Na primer študente, kot je bil Alexander Hamilton, lastnike plantaž, kot sta bila Thomas Jefferson in George Washington in kmete, kot je bil Daniel Shays. Njihovi nasprotniki so bili Lojalisti, Američani, ki so ostali zvesti britanski kroni.
Dejavnosti domoljubov pred letom 1775 so se kazale v patriotskih skupinah kot so bili Sinovi svobode. Najvidnejši domoljubni vojaški poveljniki in politiki so bili George Washington, Nathanael Greene, Francis Marion, Benjamin Franklin, Thomas Jefferson, John Adams.